# Chrysophyllum revolutum
Chrysophyllum revolutum är en tvåhjärtbladig växtart som beskrevs av Carl Friedrich Philipp von Martius, August Wilhelm Eichler och Friedrich Anton Wilhelm Miquel. Chrysophyllum revolutum ingår i släktet Chrysophyllum och familjen Sapotaceae. IUCN kategoriserar arten globalt som sårbar. Inga underarter finns listade i Catalogue of Life.